# Sbor Bratrské jednoty baptistů v Karlových Varech

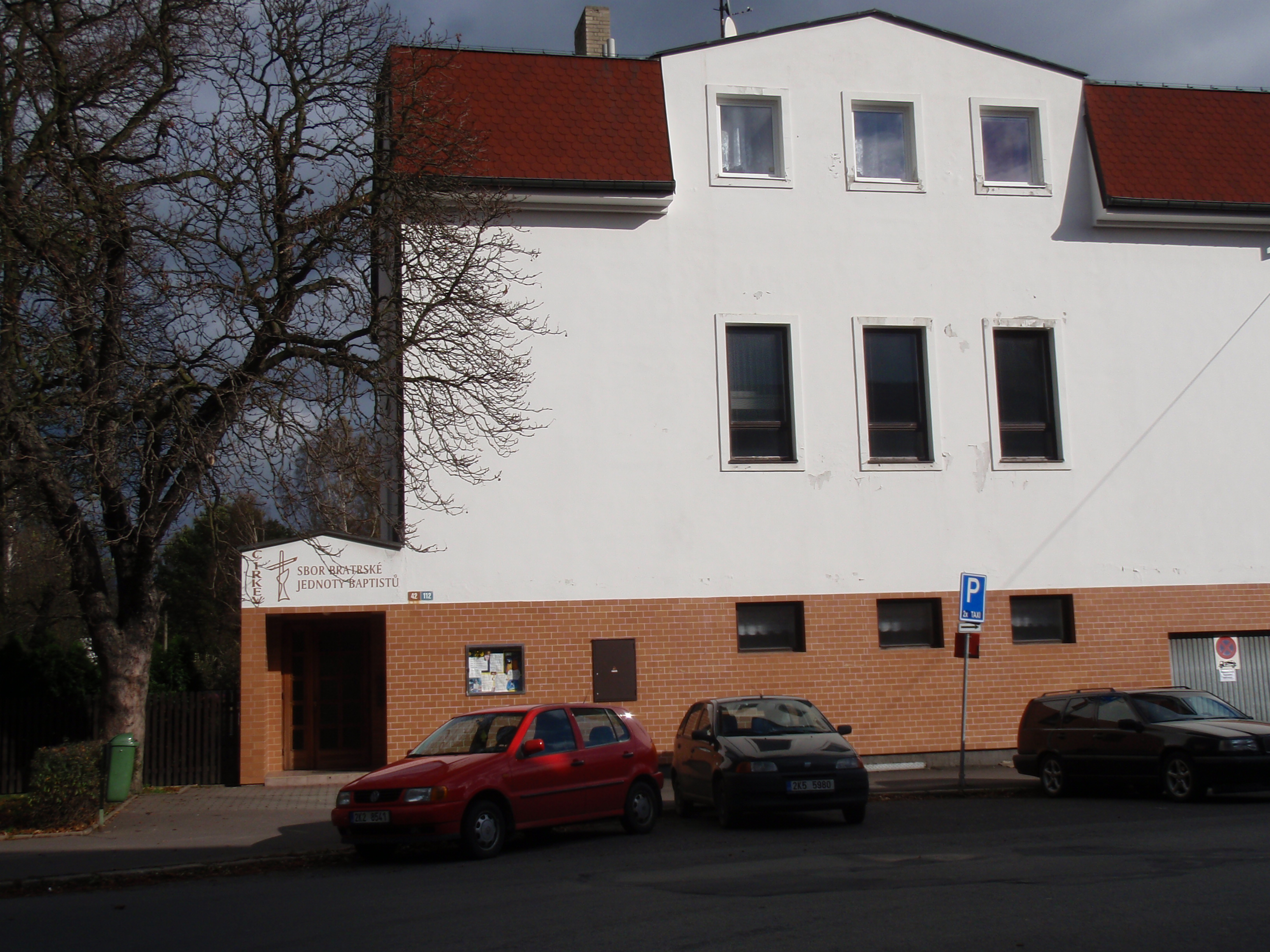

Sbor Bratrské jednoty baptistů v Karlových Varech je místní baptistickou církví ve Staré Roli, která má kolem 60 členů.

## Historie
Historie karlovarského baptistického sboru začala v roce 1948, kdy se ve Staré Roli začalo scházet několik rodin navrátivších se exulantů z polského Čermína, Malého Tábora a okolí, kteří museli pro svou víru Čechy opustit v době Temna po Bílé hoře. Jak se další a další baptisté stěhovali do Staré Role a Karlových Varů, začali vlastní shromáždění a vytvořili stanici sboru Bratrské jednoty baptistů v Teplé, odkud někteří do Varů přišli. Získali shromažďovací místnost ve Vančurově ulici, ale ta jim s asi padesáti místy k sezení přestávala stačit. Na konci šedesátých let zakoupili v Borové ulici parcelu s objektem k demolici, kde začali stavět novou modlitebnu k zajištění všech společných aktivit. Když hrubá stavba pokročila, začala vadit některým členům Komunistické strany žijícím v okolí. Díky stížnostem a chybějícímu zápisu do Katastru nemovitostí byl celý objekt městem zkonfiskován a převeden na majitele loajálního straně bez jakékoli náhrady či odškodnění sboru. A tak v osmdesátých letech pokračovalo hledání místa vhodného pro stavbu, to vyvrcholilo v roce 1988 koupí domu v ulici Závodu míru. Po získání stavebního povolení v roce 1990 byla stará budova zbourána a na jejím místě během pěti let svépomocí postavena nová modlitebna. Otevřena byla 11. prosince 1994. Od března 1997 je toto společenství samostatným sborem.

## Kazatelé
1996-1998 Antonín Srb

1999-2008 Ivo Šrajbr

2010-doposud Nicolae Lica 